# Washington Metropolitan Association of Chinese Schools
Washington Metropolitan Association of Chinese Schools is een organisatie van Chineestalige scholen  in de Greater Washington-Baltimore Metropolitan Area in Oost-Amerika. WMACS is opgericht om de vele Chinese scholen in het gebied te verenigen. Ook maakt de vereniging deel uit van de National Council of Associations of Chinese Language Schools. De Washington Metropolitan Association of Chinese Schools sponsort lerarenworkshops en spreekbeurt- en Chinese kalligrafiewedstrijden voor leerlingen van Chinese scholen. Ook wordt er elk jaar een grote bijeenkomst gehouden voor alle Chinese scholen van de vereniging. De organisatie is vooral naar het confucianisme gericht door de grote waarde die ze aan leraren hechten. Ook wordt er elk jaar een offerdienst gehouden voor Confucius op zijn geboortedag. De nationale feestdag van Republiek China, dus 10 oktober wordt gevierd in plaats van de verjaardag van de Volksrepubliek op 1 oktober.
Vroeger organiseerde het elk jaar een zomerkamp voor de Chinese leerlingen van acht tot zeventien jaar oud. De eerste werd in 1989 gehouden. Het was ontzettend populair onder de Chinese leerlingen. Sinds 1997 wordt het kamp elk jaar in Frostburg State University gehouden.

## WMACS-leden
- 美京中華基督教會中文班 Chinese Community Church Chinese Class
- 巴城中文學校 Chinese Language School of Baltimore
- 哥城中文學校 Chinese Language School of Columbia
- 基督教華府中國教會中文學校 Chinese School of Chinese Christian Church of Greater Washington
- 德立華中文學校 Chinese School of Delaware
- 中華中文學校 Chung Hwa Chinese School
- 德明中文學校 Deh-Ming Chinese School
- 實驗中文學校 Experimental Chinese School
- Fairfax Chinese Academy
- 立人中文學校 Fairfax Chinese School
- 蓋城中文學校 Gaithersburg Chinese School
- 希望中文學校 Hope Chinese School
- 黎明中文學校 The Li-Ming Chinese Academy
- 美華中文學校 Mei-Hwa Chinese School
- 新世界雙語學院 New World Bilingual Institute
- 北維中文學校 Northern Virginia Chinese School
- 博城中文學校 Potomac Chinese School
- 光華中文學校 Richmond Chinese School
- 洛城粵語中文學校 Rockville Cantonese School
- 洛城中文學校 Rockville Chinese School
- 興華中文學校 Shing-Hwa Chinese Academy
- 駐美代表處中文學校 TECRO Chinese School
- 華府慈濟人文學校 Tzu Chi Academy
- 華府台灣語文學校 Washington DC Taiwanese School
- 光啟中文學校 Washington Kuang Chi Chinese School
- 華府中文學校 Washington School of Chinese Language and Culture
- 維華中文學校 Wei Hwa Chinese School
- 僑委會中華函授學校 Wonderful Star Institute